# Aldebrandin de Sienne
Aldebrandin de Sienne est un médecin italien qui vécut au XIIIe siècle, à l'époque où les universités européennes commencent à enseigner la médecine. Il est connu pour avoir écrit en français un traité d'hygiène composé en 1256 intitulé le Régime du corps,.
Il a vécu à Troyes de 1277 (première apparition de son nom dans des actes notariés) jusqu'à sa mort, entre 1296 et 1299.

## Œuvre
Il est l'auteur du Régime du corps, un ouvrage de médecine écrit en français, langue véhiculaire à l'époque. Le français n'était en effet pas la langue maternelle d'Aldebrandin.